# Băișoara
Băișoara é uma comuna romena localizada no distrito de Cluj, na região histórica da Transilvânia. A comuna possui uma área de 111.04 km² e sua população era de 2388 habitantes segundo o censo de 2007.